# David Will
David Will (21 de marzo de 1988) es un jinete alemán que compite en la modalidad de salto ecuestre. Ganó una medalla de plata en el Campeonato Europeo de Saltos Ecuestres de 2021, en la prueba por equipos.

## Palmarés internacional
| Campeonato Europeo | Campeonato Europeo    | Campeonato Europeo | Campeonato Europeo |
| Año                | Lugar                 | Medalla            | Categoría          |
| ------------------ | --------------------- | ------------------ | ------------------ |
| 2021               | Riesenbeck (Alemania) | Medalla de plata   | Por equipos        |